# Mousson (Meurthe i Mosel·la)
Mousson és un municipi francès situat al departament de Meurthe i Mosel·la i a la regió del Gran Est. L'any 2007 tenia 125 habitants.

## Demografia

### Població
El 2007 la població de fet de Mousson era de 125 persones. Hi havia 48 famílies, de les quals 8 eren unipersonals (8 dones vivint soles i 8 dones vivint soles), 16 parelles sense fills, 12 parelles amb fills i 12 famílies monoparentals amb fills.
La població ha evolucionat segons el següent gràfic:
Habitants censats

### Habitatges
El 2007 hi havia 55 habitatges, 47 eren l'habitatge principal de la família i 8 estaven desocupats. 54 eren cases i 1 era un apartament. Dels 47 habitatges principals, 44 estaven ocupats pels seus propietaris i 3 estaven llogats i ocupats pels llogaters; 5 tenien tres cambres, 11 en tenien quatre i 31 en tenien cinc o més. 27 habitatges disposaven pel capbaix d'una plaça de pàrquing. A 13 habitatges hi havia un automòbil i a 27 n'hi havia dos o més.

### Piràmide de població
La piràmide de població per edats i sexe el 2009 era:
| Homes | Edats   | Dones |
| ----- | ------- | ----- |
| 0     | 95 o +  | 0     |
| 0     | 90 a 94 | 0     |
| 0     | 85 a 89 | 4     |
| 0     | 80 a 84 | 0     |
| 0     | 75 a 79 | 0     |
| 0     | 70 a 74 | 4     |
| 8     | 65 a 69 | 4     |
| 0     | 60 a 64 | 8     |
| 4     | 55 a 59 | 0     |
| 4     | 50 a 54 | 4     |
| 8     | 45 a 49 | 4     |
| 4     | 40 a 44 | 12    |
| 4     | 35 a 39 | 8     |
| 8     | 30 a 34 | 0     |
| 4     | 25 a 29 | 12    |
| 8     | 20 a 24 | 8     |
| 4     | 15 a 19 | 16    |
| 0     | 10 a 14 | 8     |
| 0     | 5 a 9   | 8     |
| 0     | 0 a 4   | 0     |

## Economia
El 2007 la població en edat de treballar era de 84 persones, 60 eren actives i 24 eren inactives. De les 60 persones actives 57 estaven ocupades (30 homes i 27 dones) i 3 estaven aturades (1 home i 2 dones). De les 24 persones inactives 7 estaven jubilades, 10 estaven estudiant i 7 estaven classificades com a «altres inactius».
Activitats econòmiques
Dels 6 establiments que hi havia el 2007, 3 eren d'empreses de construcció, 1 d'una empresa immobiliària, 1 d'una entitat de l'administració pública i 1 d'una empresa classificada com a «altres activitats de serveis».
Dels 4 establiments de servei als particulars que hi havia el 2009, 2 eren lampisteries, 1 electricista i 1 perruqueria.

## Poblacions més properes
El següent diagrama mostra les poblacions més properes.